# Gozd-Reka
Gozd-Reka – wieś w Słowenii, w gminie Šmartno pri Litiji. W 2018 roku liczyła 149 mieszkańców.